# 해피투데이
해피투데이는 대한민국의 방송국 한국방송공사의 라디오 채널 KBS 해피FM(수도권 FM 106.1㎒, AM 603㎑)에서 월요일 ~ 토요일 저녁 6시 10분부터 밤 8시, 일요일 저녁 6시 5분부터 밤 8시까지 방송했던 퇴근길 라디오 프로그램이다. 2005년 5월 1일 자로 2년 만에 폐지되었다.

## 역대 방송시간
| 방송 채널  | 방송 기간                         | 방송 시간                |
| ---------- | --------------------------------- | ------------------------ |
| KBS 해피FM | 2003년 10월 20일 ~ 2005년 5월 1일 | 매일 저녁 6:10 ~ 밤 8:00 |

## 역대 진행자
- 2003년 10월 20일 ~ 2004년 4월 25일 : 왕종근, 이지연
- 2004년 4월 26일 ~ 2005년 5월 1일 : 이창명, 이지연

| KBS 제2라디오 해피FM         |                          |                            |
| 이전                         | 해피투데이               | 다음                       |
| 증권 정보                    | 해피투데이               | KBS 제2라디오 저녁종합뉴스 |
| 저녁 6시 5분 ~ 저녁 6시 10분 | 저녁 6시 10분 ~ 저녁 7시 | 저녁 7시 ~ 저녁 7시 15분   |
|                              | 일부 지역 자체 방송      |                            |

| KBS 제2라디오 해피FM       |                          |                         |
| 이전                       | 해피투데이               | 다음                    |
| KBS 제2라디오 저녁종합뉴스 | 해피투데이               | KBS 제2라디오 정시 뉴스 |
| 저녁 7시 ~ 저녁 7시 15분   | 저녁 7시 15분 ~ 저녁 8시 | 저녁 8시 ~ 저녁 8시 5분 |
|                            | 일부 지역 자체 방송      |                         |

| KBS대구 제2라디오 해피FM     |                          |                            |
| 이전                         | 해피투데이               | 다음                       |
| 증권 정보                    | 해피투데이               | KBS 제2라디오 저녁종합뉴스 |
| 저녁 6시 5분 ~ 저녁 6시 10분 | 저녁 6시 10분 ~ 저녁 7시 | 저녁 7시 ~ 저녁 7시 15분   |
|                              | 일부 지역 자체 방송      |                            |

| KBS대구 제2라디오 해피FM   |                          |                         |
| 이전                       | 해피투데이               | 다음                    |
| KBS 제2라디오 저녁종합뉴스 | 해피투데이               | KBS 제2라디오 정시 뉴스 |
| 저녁 7시 ~ 저녁 7시 15분   | 저녁 7시 15분 ~ 저녁 8시 | 저녁 8시 ~ 저녁 8시 5분 |
|                            | 일부 지역 자체 방송      |                         |